# Brissy-Hamégicourt
Brissy-Hamégicourt és un municipi francès situat al departament de l'Aisne i a la regió dels Alts de França. L'any 2007 tenia 639 habitants.

## Demografia

### Població
El 2007 la població de fet de Brissy-Hamégicourt era de 639 persones. Hi havia 272 famílies de les quals 68 eren unipersonals (24 homes vivint sols i 44 dones vivint soles), 96 parelles sense fills, 88 parelles amb fills i 20 famílies monoparentals amb fills.
La població ha evolucionat segons el següent gràfic:
Habitants censats

### Habitatges
El 2007 hi havia 299 habitatges, 275 eren l'habitatge principal de la família, 7 eren segones residències i 16 estaven desocupats. Tots els 299 habitatges eren cases. Dels 275 habitatges principals, 242 estaven ocupats pels seus propietaris, 31 estaven llogats i ocupats pels llogaters i 2 estaven cedits a títol gratuït; 1 tenia una cambra, 10 en tenien dues, 37 en tenien tres, 76 en tenien quatre i 152 en tenien cinc o més. 178 habitatges disposaven pel capbaix d'una plaça de pàrquing. A 102 habitatges hi havia un automòbil i a 132 n'hi havia dos o més.

### Piràmide de població
La piràmide de població per edats i sexe el 2009 era:
| Homes | Edats   | Dones |
| ----- | ------- | ----- |
| 0     | 95 o +  | 4     |
| 0     | 90 a 94 | 4     |
| 4     | 85 a 89 | 8     |
| 4     | 80 a 84 | 12    |
| 12    | 75 a 79 | 16    |
| 24    | 70 a 74 | 24    |
| 12    | 65 a 69 | 24    |
| 0     | 60 a 64 | 12    |
| 12    | 55 a 59 | 0     |
| 20    | 50 a 54 | 36    |
| 20    | 45 a 49 | 8     |
| 28    | 40 a 44 | 20    |
| 32    | 35 a 39 | 32    |
| 24    | 30 a 34 | 16    |
| 20    | 25 a 29 | 20    |
| 16    | 20 a 24 | 20    |
| 16    | 15 a 19 | 24    |
| 20    | 10 a 14 | 20    |
| 16    | 5 a 9   | 24    |
| 24    | 0 a 4   | 16    |

## Economia
El 2007 la població en edat de treballar era de 414 persones, 282 eren actives i 132 eren inactives. De les 282 persones actives 256 estaven ocupades (145 homes i 111 dones) i 26 estaven aturades (8 homes i 18 dones). De les 132 persones inactives 56 estaven jubilades, 31 estaven estudiant i 45 estaven classificades com a «altres inactius».

### Ingressos
El 2009 a Brissy-Hamégicourt hi havia 279 unitats fiscals que integraven 670 persones, la mediana anual d'ingressos fiscals per persona era de 16.454 €.

### Activitats econòmiques
Dels 17 establiments que hi havia el 2007, 2 eren d'empreses extractives, 3 d'empreses de construcció, 9 d'empreses de comerç i reparació d'automòbils, 1 d'una empresa d'hostatgeria i restauració i 2 d'empreses financeres.
Dels 3 establiments de servei als particulars que hi havia el 2009, 1 era un taller de reparació d'automòbils i de material agrícola, 1 fusteria i 1 electricista.
L'any 2000 a Brissy-Hamégicourt hi havia 13 explotacions agrícoles que ocupaven un total de 516 hectàrees.

## Equipaments sanitaris i escolars
El 2009 hi havia una escola elemental integrada dins d'un grup escolar amb les comunes properes formant una escola dispersa.

## Poblacions més properes
El següent diagrama mostra les poblacions més properes.